# 南真琴 (1993年生)
南 真琴（みなみ まこと・1993年6月6日 - ）は、日本の女性モデル、レースクイーンである。愛称は「まこち」。
神奈川県横浜市出身。法政大学法学部卒業。
雑誌「小悪魔ageha」のモデルだった南真琴とは同姓同名の別人。

## 略歴
2013年からハーツインターナショナルに所属しモデルやイベントコンパニオンの仕事を行う。2014年、SUPER GT「PACIFIC FAIRIES」の一員としてレースクイーンデビューを飾る。
しかし、本人はレースクイーンに興味がなかったらしく、2014年のSUPER GT全日程終了後、事務所との約束を果たす形でRQ卒業を表明していたが、2015年2月、SUPER GT「SUBARU BRZ GALS“BREEZE”」の一員に選ばれたことで、卒業宣言を撤回した。
2015年6月13日、ハーツインターナショナルからプリッツコーポレーションへ事務所を移籍したが、2016年2月9日、一般企業への就職を機にモデル活動を終了することを発表。同年3月27日の撮影会を最後の仕事として社会人活動へと転じたが、2017年にその“引退宣言”を撤回し、同年1月29日、K-1 GIRLS 2017のメンバーに選出された。

## 人物・エピソード
- 自他ともに認めるアニメオタク。特に2014年のPACIFIC FAIRIESでコラボしたアニメ『ラブライブ!』に登場する“μ's”（ミューズ）のファン[6]。他に『コードギアス』『PSYCHO-PASS』『TIGER & BUNNY』[12]『凪のあすから』[13]もお気に入りである。また、本人のブログである「ボロ雑巾のように捨ててやる!!」のタイトルは上記のコードギアスの作中で登場するセリフである。
- 特技は少林寺拳法（初段）[1]。
- 5歳下の弟がいる[14]。

## 活動履歴

### レースクイーン・イメージガール
| 年     | カテゴリー           | 名称                                            | 他メンバー                                           |
| ------ | -------------------- | ----------------------------------------------- | ---------------------------------------------------- |
| 2014年 | SUPER GT             | PACIFIC DIRECTION RACING Pacific Fairies        | 田中梨乃、櫻井さえ、松川愛、北原さつき、秋山なお     |
| 2015年 | SUPER GT             | SUBARU BRZ R&D SPORT SUBARU BRZ GALS “BREEZE”   | 愛内ゆかり、小笠原美穂、菅原樹里亜                   |
| 2017年 | K-1 WORLD GRAND-PRIX | K-1 GIRLS 2017                                  | 足利美弥、萌木七海、安田七奈、近藤みやび、松嶋えいみ |
| 2018年 | SUPER GT             | LEON RACING LADY                                | 市原彩花、柳沼陽菜、平野杏梨                         |
| 2019年 | SUPER GT             | LEON RACING LADY                                | 新谷桐子 、央川かこ、青山明日香                      |
| 2020年 | SUPER GT             | TEAM MACH MZESクイーン                          | 松本あづさ                                           |
| 2021年 | SUPER GT             | K-tunes Racing Win G                            | 西井綾音 、水沢まこ、北川美麗                        |
| 2022年 | SUPER GT             | K-Tunes Racing Win G                            | 北川美麗 、西井綾音                                  |
| 2023年 | SUPER GT             | TGR TEAM WedsSport BANDOH WedsSport Racing Gals | 霧島聖子 、日南まみ 、北川美麗                       |
| 2024年 | SUPER GT             | TGR TEAM WedsSport BANDOH WedsSport Racing Gals | 霧島聖子、名取くるみ、浜嶋りな                       |
| 2025年 | SUPER GT             | TGR TEAM WedsSport BANDOH WedsSport Racing Gals | 有栖未桜、成沢紫音                                   |

### イベント
- 「CR幕末義人伝 浪漫」プレス発表会ステージモデル（2013年7月10日）[15]
- 東京ゲームショウ
  - 「ウォーゲミングジャパンブース」（2013年）
  - 「バンダイナムコブース」（2014年）
  - 「カプコンブース」（2017年）[注 2]
- 東京オートサロン
  - 「GOODYEARブース」（2014年、2015年）
  - 「SUBARUブース」（2016年）
  - 「三菱自動車工業ブース」（2018年1月）[16][注 3]
  - 「三菱自動車工業ブース」（2019年1月）[17]
- CP+「キヤノンブース」（2014年）[2]
- JAPANドラッグストアショー「白元ブース」（2014年）[18]
- 東京モーターショー・大阪モーターショー「SUBARUブース」（2015年）

### その他
- 佐野真彩のRQフラッシュ!（マイスマTV） - 2015年7月27日放送分ゲスト
- ステラ☆HAPPY tune! ～サーキットを飛び出したぁ！～（2021年5月 - 、市川うららFM） - 星野奏・aymと共演[19]